# Am Kurgarten (Bad Kissingen)
Die Straße Am Kurgarten befindet sich in Bad Kissingen, der Großen Kreisstadt des unterfränkischen Landkreises Bad Kissingen und beherbergt mehrere Baudenkmäler des Ortes.

## Geschichte
Die Straßenzug Am Kurgarten gehörte ursprünglich zur Kurhausstraße und bildete deren nördlichen Teil im Bereich des Kurgartens. Im Jahr 1975 bekam dieser ehemalige nördliche Teil der Kurhausstraße im Rahmen der Umwandlung in eine Fußgängerzone den heutigen Namen Am Kurgarten. Nordwärts endet die Straße Am Kurgarten an der Ludwigstraße und führt weiter zur Unteren Marktstraße.
| Foto | Adresse                                                                  | Anmerkung |
| ---- | ------------------------------------------------------------------------ | --- |
|      | Am Kurgarten 2                                                           | Haus Messerschmitt; Wohn- und Geschäftshaus von 1893/94; mit Steinfiguren der Franconia und der Bavaria auf dem Dach. |
|      | Am Kurgarten 5, 7                                                        | Entstanden aus dem Hotel Hotel Karl von Hess von 1835/36 und dem nördlich gelegten, benachbarten Hotel Kaiser (1835/36). Im Jahr 1888 wurden beide Hotelgebäude zum heutigen Kaiserhof Victoria zusammengelegt. Ebenfalls 1888 entstand der Verbindungsturm mit neuem Haupteingang zwischen beiden Einzelgebäuden. Hier logierte mehrmals die österreichische Kaiserin Elisabeth („Sisi“). |
|      | Am Kurgarten 6, Ludwigstraße 4                                           | „Haus Collard“, Wohn- und Geschäftshaus; um 1830/40 |
|      | Maxbrunnen (Adresse: Am Kurgarten 8)                                     | Brunnen von 1520 (ältester nachgewiesener Brunnen Bad Kissingens); Quellfassung von 1580; Brunnentempel von 1911 (Architekt: Max Littmann) |
|      | Brunnenschacht (Adresse: Am Kurgarten 8)                                 | zum Maxbrunnen gehörig |
|      | Arkadenbau (Adresse: Am Kurgarten 8)                                     | Zwischen 1834 und 1838 nach den Plänen von Friedrich von Gärtner erbaut. |
|      | Marmorstandbild von König Ludwig I. von Bayern (Adresse: Am Kurgarten 8) | 1891; Konrad von Knoll |
|      | Regentenbau (Adresse: Am Kurgarten 8, Ludwigstraße 2)                    | 1913; Architekt: Max Littmann |
|      | Wandelhalle (Adresse: Am Kurgarten 10, Ludwigstraße 2)                   | 1910–1912; Architekt: Max Littmann |
|      | Ufermauer mit Pegelhäuschen (Adresse: Am Kurgarten 10, Ludwigstraße 2)   | zur Wandelhalle gehörig; wohl ebenfalls 1910–1912 |